# Chiesa di Santa Maria delle Grazie a Capodimonte

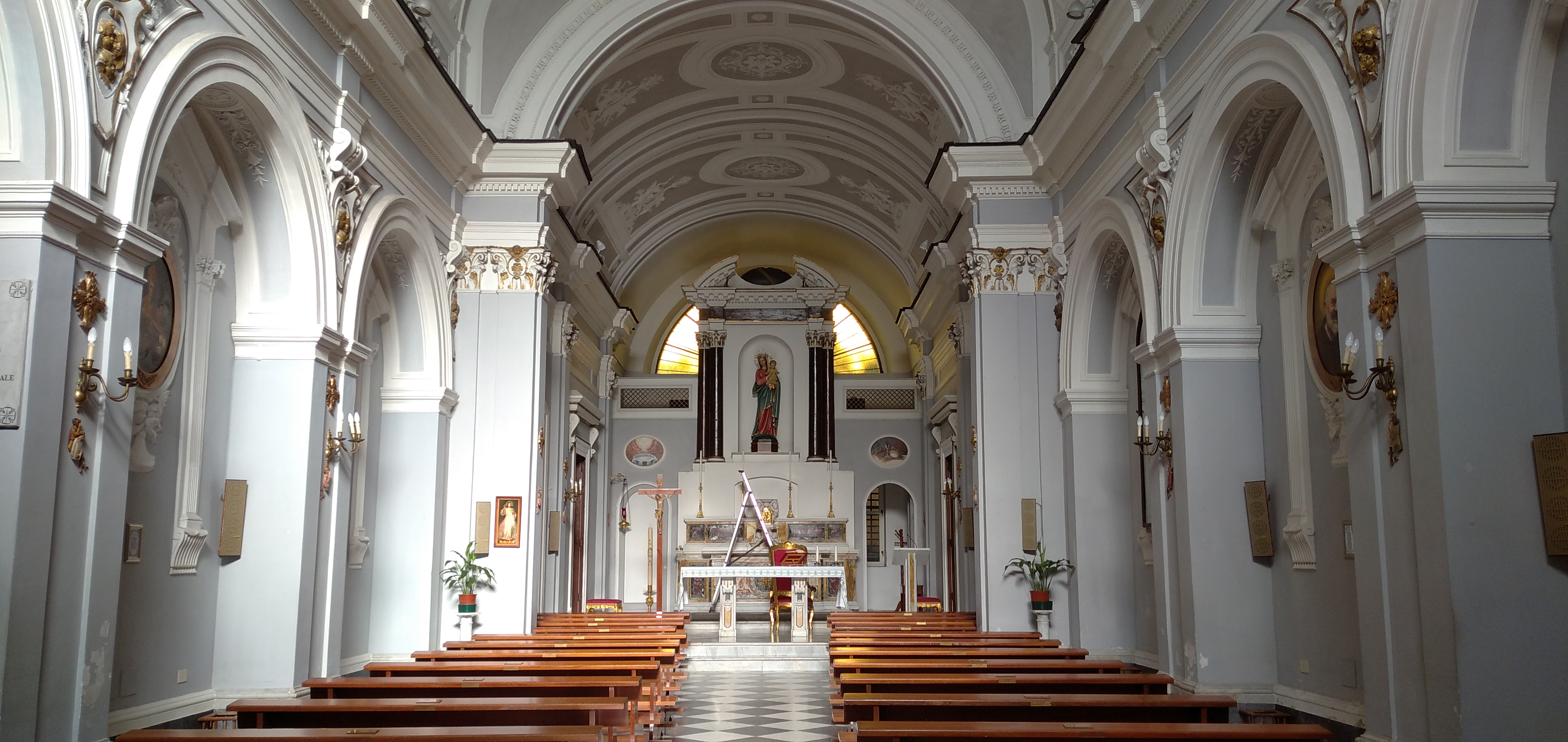
Interno

La chiesa di Santa Maria delle Grazie a Capodimonte è un luogo di culto di Napoli, sito in via Bosco di Capodimonte.

## Storia
La chiesa fu fondata nel 1575 ad opera del marchese Innocenzo Mazza per creare un luogo di culto per i pochi contadini locali: fu intitolata alla Madonna delle Grazie in quanto era presente un'edicola votiva dedicata proprio alla Madonna.
Nel 1598 fu elevata al rango di parrocchia.
Nel XVIII secolo la chiesa fu maggiormente frequentata e conosciuta in quanto a breve distanza venne costruita la Reggia di Capodimonte e molte famiglie nobili costruirono i loro palazzi a pochi passi dal tempio, tanto che il numero di fedeli subì un forte incremento.
Nel XX secolo la chiesa ha subito varie trasformazioni e restauri. La prima prevedeva un ampliamento dell'edificio ed il rifacimento della facciata ma non fu mai compiuta, mentre la seconda, fra il 1997 e il 1999 ha riparato i danni provocati dal terremoto del 1980 e ha riportato all'antico splendore molte opere conservate nel tempio.

## Descrizione
L'interno è a navata unica, coperta da volta a botte, con decorazioni a stucco a motivi curvilinei. La zona absidale è sormontata da una calotta semicircolare e da un lanternino da cui proviene la luce, decorato da due angeli che sorreggono una corona.
L'unico altare (presente nella Cappella della Confraternita) è decorato nella parte superiore da lesene leggere, sormontate da un timpano avente la scritta che ricorda ai fedeli che si tratta dell'altare privilegiato; vi è una pregevole tela che rappresenta la Vergine Annunciata con due confratelli oranti del XVIII secolo (artista ignoto). All'ingresso di quest'ultima cappella è posta una lapide che ricorda le indulgenze concesse ai confratelli nel gennaio del 1780 da papa Pio VI.
Nella Cappella di Sant'Anna è posto un altare marmoreo di buona fattura, datato 1783 e dedicato a quest'ultima santa; alla sommità è presente il busto ligneo di Sant'Anna, figura alla quale è devoto sin dal Settecento il popolo di Capodimonte. L'altare fu probabilmente commissionato all'artista Tommaso Scotti come scritto nella parte sottostante del medesimo. I fedeli sono molto devoti a Sant' Anna ancora oggi: il suo busto ligneo viene portato in processione il 26 luglio.
Fino al 1968, all'interno delle nicchie presenti nella navata centrale erano presenti sei altarini. Successivamente (1997) le nicchie sono state restaurate e all'interno di una di esse è stata sistemata una stupenda statua raffigurante l'Ecce Homo, anche quest'ultima restaurata.